# Ledl Tanga
Der Ledl Tanga war der 1978 vorgestellte Prototyp eines zweisitzigen Sportwagens der österreichischen Firma Ledl. Das Fahrzeug besaß so wie das spätere Serienmodell eine eigenentwickelte Bodengruppe, somit handelte sich um kein Kit Car, auch wenn zahlreiche Teile von Fahrzeugen anderer Hersteller verwendet worden sind. Der Ledl Tanga war der Vorgänger des 1981 vorgestellten Serienmodells Ledl AS.

## Entwicklung
1977 hatte Günter Ledl, der sich zuvor mit der Herstellung von Buggys und Replikas auf Basis von VW-Käfer-Fahrgestellen einen Namen gemacht hatte, eine Vision: er wollte einen österreichischen Sportwagen mit eigenentwickeltem Fahrgestell produzieren und damit für den ersten österreichischen PKW nach über 30 Jahren sorgen. Am 22. November 1978 wurde der dunkelblaue Prototyp im Ballsaal des Parkhotels Schönbrunn der Öffentlichkeit vorgestellt. Das Fahrzeug verfügte über eine aus GFK gefertigte Karosserie, die auf einem Stahlrahmenfahrgestell montiert war. Als Antriebsquelle diente der 1,3 Liter-Motor des Ford Fiesta, und auch sonst fanden sich am Fahrzeug zahlreiche Komponenten aus dem Ford-Teileregal: die vordere Radaufhängung und die Lenkung stammten vom Ford Taunus, die Hinterachse war eine umgebaute Vorderachse des Ford Fiesta, und auch beim Getriebe setzte Ledl auf bewährte Ford-Technik. Die Prototypen durchliefen in den folgenden Jahren ein umfangreiches Testprogramm mit 700.000 Testkilometern, bis 1981 das Serienmodell Ledl AS in Produktion ging. Bis dahin hatte die Karosserie des Wagens 16 Entwicklungsstufen erfahren, sodass das Aussehen des Ledl AS deutlich von dem des ursprünglichen Prototyps abwich. Die Änderung der Modellbezeichnung in AS war das Ergebnis eines drohenden Rechtsstreits mit der Firma Porsche, da der Name Tanga große Ähnlichkeit mit dem von Porsche verwendeten Markennamen Targa hatte.